# Sharípovo
Sharípovo (del ruso: Шарыпово) es una ciudad de la Rusia asiática ubicada en el krai de Krasnoyarsk, situado a orillas del río Beresh (cuenca del río Chulim).
Fue fundada a finales del siglo XVIII como un pueblo, alcanzó el estatus de ciudad en 1981. Entre 1985 y 1988 fue rebautizada como Chernenko en honor del Secretario General del PCUS Konstantín Chernenko que nació allí.